# Nearly a King
Nearly a King è un film muto del 1916 diretto da Frederick A. Thomson. Il film che ha come protagonista John Barrymore, segna il debutto sullo schermo della prima moglie dell'attore, Katherine Corri Harris. In un piccolo ruolo, si segnala la presenza anche di Adolphe Menjou in una delle sue prime pellicole.

## Trama
Geloso di Mary Pickford che ha stipulato un contratto vantaggioso con la sua casa di produzione, John Barrymore si preoccupa di non avere un buon soggetto per il suo prossimo film. Il maggiordomo, sceneggiatore dilettante, gli propone un suo copione: racconta la storia di un principe innamorato di Daisy, una ballerina, disposto a tutto per evitare un matrimonio combinato. Il principe scopre che un attore statunitense, Jack Merriwell, gli assomiglia come una goccia d'acqua, Lo assume quindi per prendere il suo posto: con Jack nei panni del principe, quest'ultimo potrà scapparsene via con la sua ballerina.
Al primo incontro con la principessa che è stata destinata dalle ragioni di stato a sposare il principe, Jack si innamora, ricambiato, della giovane. Ma la sostituzione viene scoperta e l'attore viene condannato alla fucilazione. La principessa, diventata maggiorenne, può salire al trono: il suo primo atto è quello di perdonare Jack; il secondo, quello di sposarlo.
Barrymore, dopo aver letto la sceneggiature, decide di usarla per il suo prossimo film.

## Produzione
Il film fu prodotto dalla Famous Players Film Company.

## Distribuzione
Distribuito dalla Paramount Pictures, il film uscì nelle sale cinematografiche USA il 20 gennaio 1916.